# Valasjaure
Valasjaure är en sjö i Kiruna kommun i Lappland och ingår i Torneälvens huvudavrinningsområde. Sjön har en area på 0,23 kvadratkilometer och ligger 761 meter över havet. Valasjaure ligger i Torne och Kalix älvsystem Natura 2000-område.

## Delavrinningsområde
Valasjaure ingår i det delavrinningsområde (755031-164286) som SMHI kallar för Ovan Valasjåkka. Medelhöjden är 866 meter över havet och ytan är 17,17 kvadratkilometer. Räknas de 4 avrinningsområdena uppströms in blir den ackumulerade arean 156,9 kvadratkilometer. Lävasjåkka som avvattnar avrinningsområdet har biflödesordning 3, vilket innebär att vattnet flödar genom totalt 3 vattendrag innan det når havet efter 463 kilometer. Avrinningsområdet består mestadels av kalfjäll (99 procent). Avrinningsområdet har 0,23 kvadratkilometer vattenytor vilket ger det en sjöprocent på 1,4 procent.